# Sanghaj Déli pályaudvar
Sanghaj Déli pályaudvar (egyszerűsített kínai írással: 上海南站; pinjin: Shànghǎi Nánzhàn) Sanghaj egyik vasúti személypályaudvara, mely 1908-ban nyílt meg mint a Sanghaj-Hancsou vasútvonal végállomása. 2006-ban teljes felújításon esett át, akkor nyerte el mai, végleges formáját.
A pályaudvar különlegessége a hatalmas, kör alakú kupola, mely befedi a várótermet és a peronok egy részét is. Ez a megoldás egyedülálló a világon. Az acélszerkezet átmérője 270 méter, 6000 tonna súlyú és 56 000 m² a felülete.
Átszállási lehetőség van a Sanghaji metró 1-es és 3-as vonalára.
2010 április 24-én tűz ütött ki az állomáson délután 4-kor, melyet szerencsésen megfékeztek.

## Vasútvonalak
Az állomást az alábbi vasútvonalak érintik:
- Shanghai–Kunming-vasútvonal
- Jinshan railway

## Kapcsolódó állomások
A vasútállomáshoz az alábbi állomások vannak a legközelebb:
- Xinlonghua Railway Station (Xinlonghua Railway Station, Shanghai–Kunming-vasútvonal)
- Xinzhuang Railway Station (Kunming railway station, Shanghai–Kunming-vasútvonal)
- Xinzhuang Railway Station (Jinshanwei Railway Station, Jinshan railway, Jinshan line)

## Képek

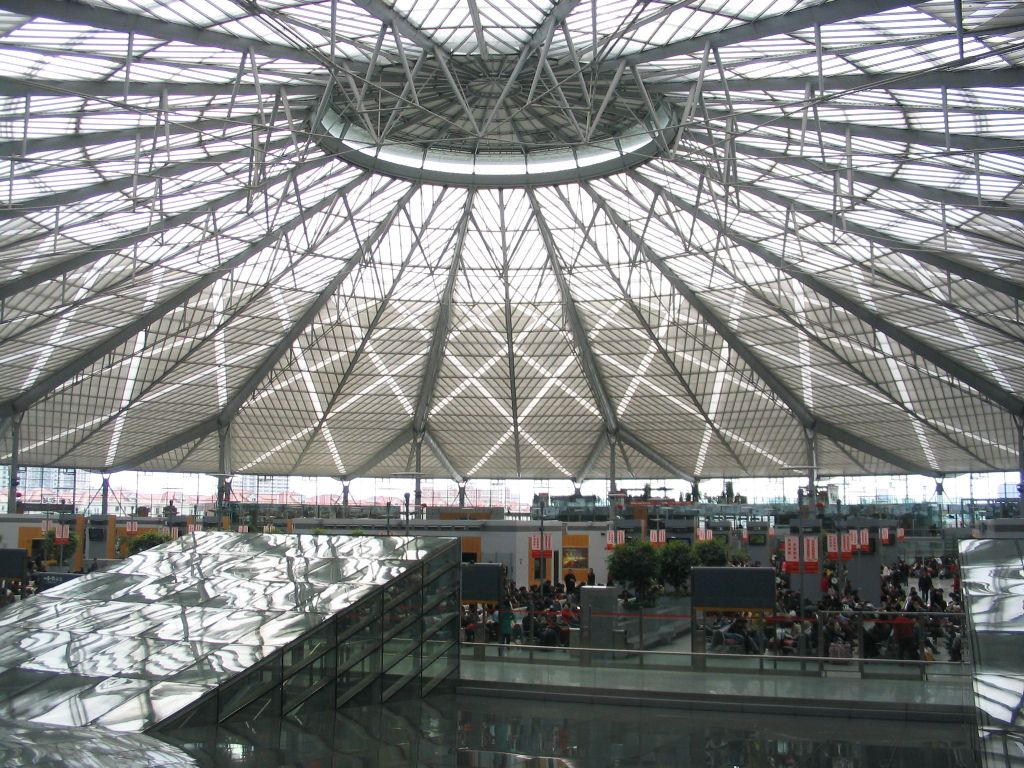
A csarnok tetőszerkezete
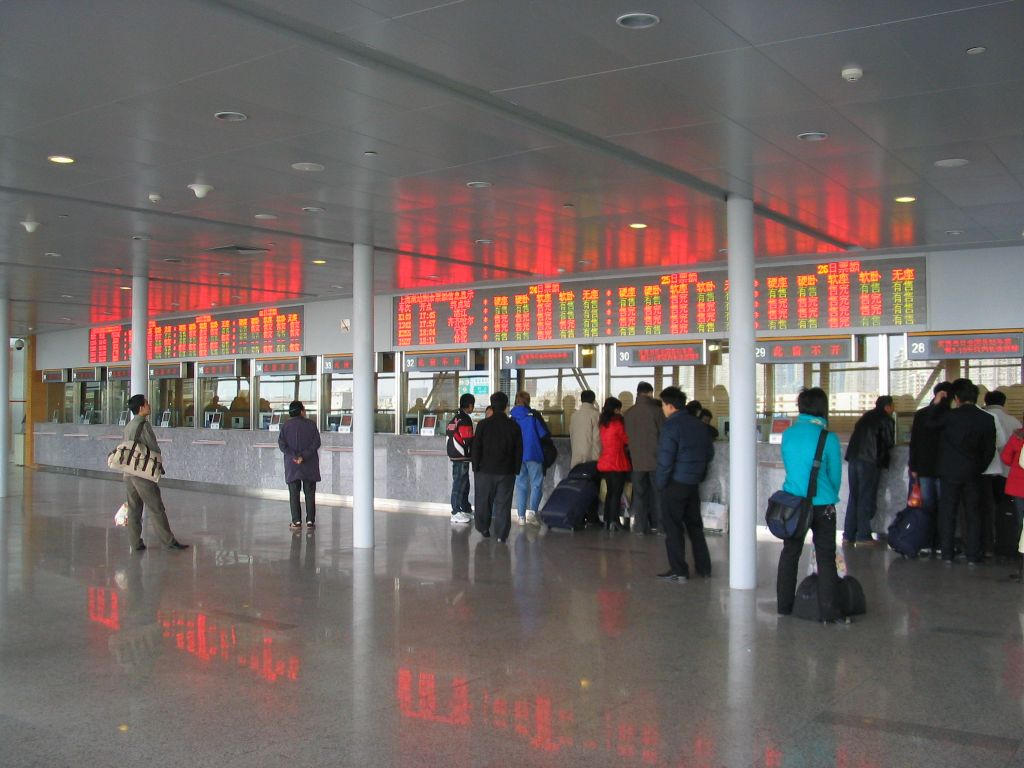
Jegykiadó automaták
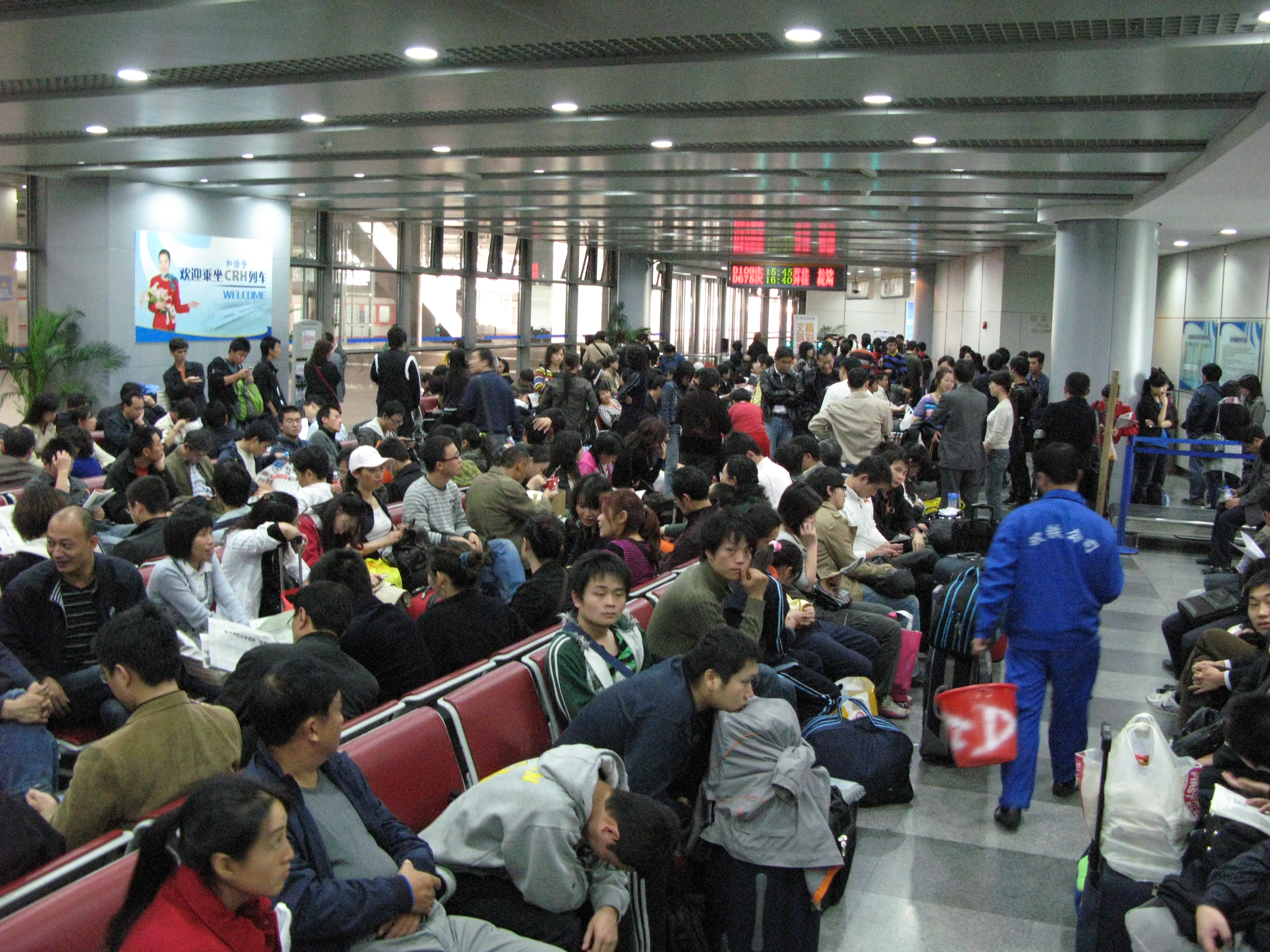
Az állomás váróterme